# Tachina laterolinea
Tachina laterolinea là một loài ruồi trong họ Tachinidae.